# FIBA Europa

Logo

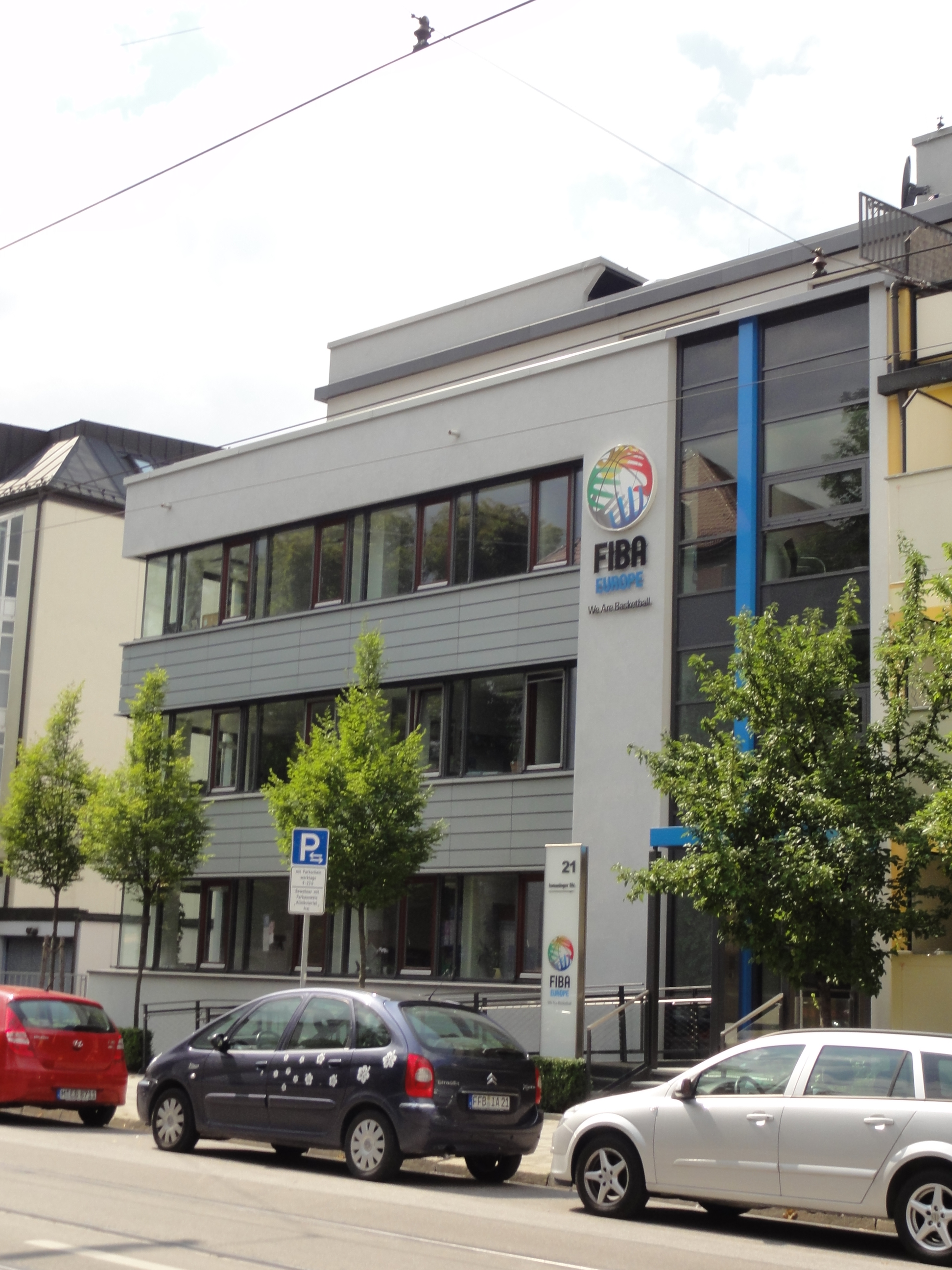
Kwatera główna FIBA Europa w Monachium (Bawaria, Niemcy).

FIBA Europa – europejska strefa wewnątrz Międzynarodowej Federacji Koszykówki znanej również jako FIBA, FIBA World lub FIBA International, zrzeszająca 52 europejskie federacje koszykarskie.

## Turnieje FIBA Europa

### Reprezentacje narodowe
- FIBA Eurobasket
  - Mężczyzn
  - Kobiet
- Mistrzostwa małych krajów Europy w koszykówce (mężczyzn i kobiet)
- Mistrzostwa Europy U-20 w koszykówce mężczyzn – mistrzostwa kontynentu dla zawodników poniżej 20. roku życia
- Mistrzostwa Europy U-18 w koszykówce mężczyzn – mistrzostwa kontynentu dla zawodników poniżej 18. roku życia
- Mistrzostwa Europy U-16 w koszykówce mężczyzn – mistrzostwa kontynentu dla zawodników poniżej 16. roku życia
- Mistrzostwa Europy U-20 w koszykówce kobiet – mistrzostwa kontynentu dla zawodniczek poniżej 20. roku życia
- Mistrzostwa Europy U-18 w koszykówce kobiet – mistrzostwa kontynentu dla zawodniczek poniżej 18. roku życia
- Mistrzostwa Europy U-16 w koszykówce kobiet – mistrzostwa kontynentu dla zawodniczek poniżej 16. roku życia
- Mistrzostwa Europy w koszykówce 3x3 (mężczyzn i kobiet)

### Kluby
- Euroliga – profesjonalna liga, w której rywalizują kluby z 13. krajów
  - Mężczyzn
  - Kobiet
- Eurocup
- Mężczyzn
- Kobiet
- FIBA Europe Cup
  - Mężczyzn
- SuperCup
  - Kobiet

### Rozwiązane rozgrywki klubowe
- EuroChallenge
- FIBA EuroCup Challenge
- Puchar Koracia
- Puchar Ronchetti
- Puchar Saporty
- Suproliga

## Reprezentacje narodowe

### Zespoły występujące w FIBA Eurobasket
| Austria Białoruś Belgia Bośnia i Hercegowina Bułgaria Chorwacja Czechy Dania Estonia Finlnadia Francja Gruzja Niemcy Wielka Brytania (Anglia1) Grecja Węgry Islandia Izrael Włochy | Kosowo · Łotwa · Litwa · Luksemburg · Macedonia Północna · Czarnogóra · Holandia · Polska · Portugalia · Rumunia · Rosja · Serbia · Słowacja · Słowenia · Hiszpania · Szwecja · Szwajcaria · Turcja · Ukraina · |

### Zespoły występujące w mistrzostwach małych krajów Europy w koszykówce
| Andora Gibraltar Malta | San Marino Szkocja1 Walia1 |

1 – część brytyjskiej struktury koszykarskiej

### Zespoły niewystępujące w usankcjonowanych turniejach FIBA
| Albania Armenia Azerbejdżan Cypr | Irlandia Mołdawia Monako Norwegia |